# Цикіріті аньйоуанський
Цикірі́ті аньйоуанський (Nesillas longicaudata) — вид горобцеподібних птахів родини очеретянкових (Acrocephalidae). Мешкає на Коморських островах. Раніше вважався підвидом мадагаскарського цикіріті.

## Поширення і екологія
Аньйоуанські цикіріті мешкають на Коморських Островах та на Майотті. Вони живуть у вологих тропічних лісах.